# 毛姜花
毛姜花（学名：Hedychium villosum）为姜科姜花属下的一个种。
植株茎高1-2米，叶片长圆形或长圆状披针形，花冠白色。生长于林下荫湿处，分布于中国云南、广西、广东等省区以及印度、缅甸、越南。

## 扩展阅读
- 維基物種上的相關：毛姜花